# Europese kampioenschappen baanwielrennen 2015

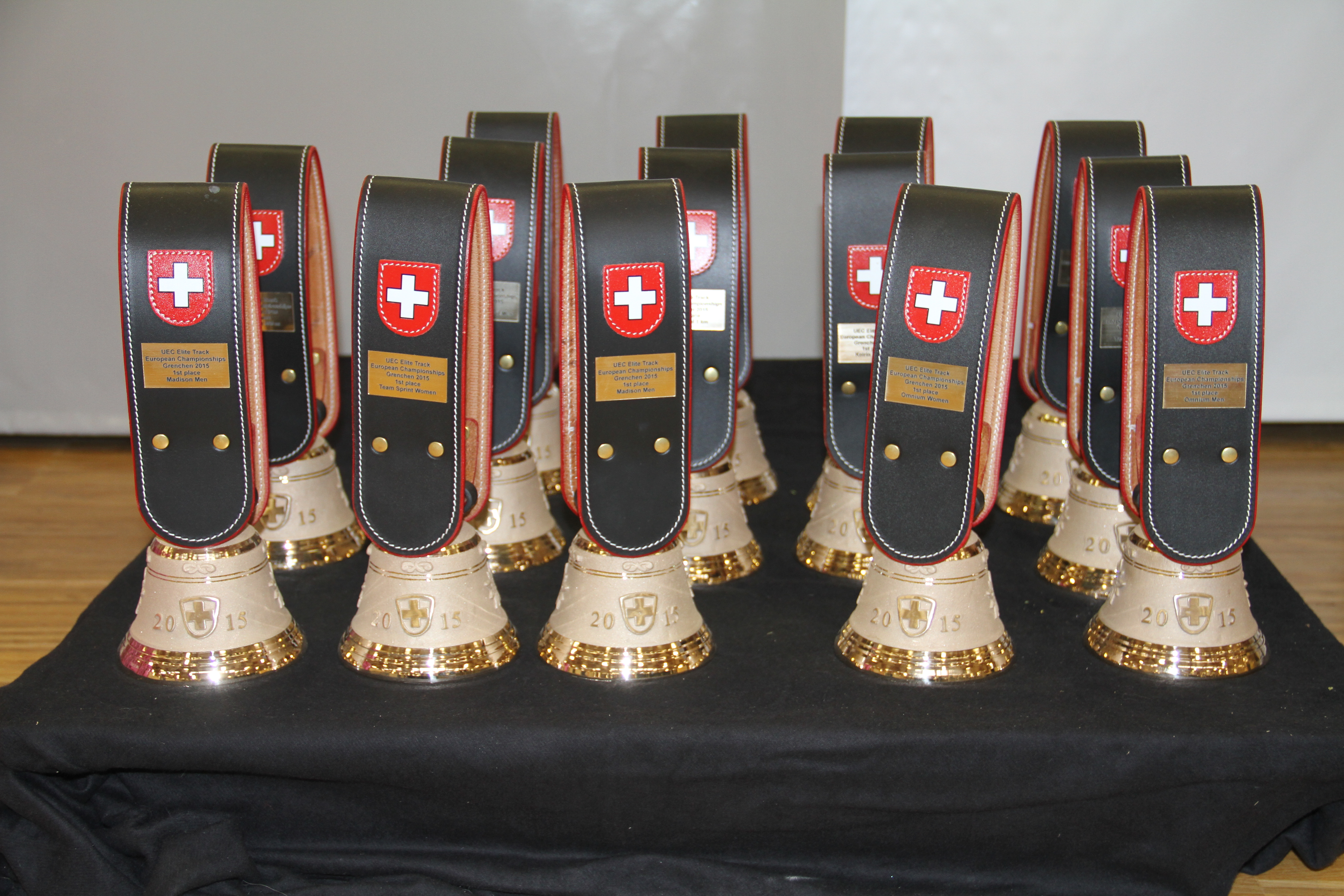
trofeeën voor de winnaars

De Europese kampioenschappen baanwielrennen 2015 zijn de zesde editie van de Europese kampioenschappen baanwielrennen die georganiseerd worden door de UEC. Ze werden van 14 tot en met 18 oktober 2015 gehouden op de overdekte wielerbaan Velodrome Suisse te Grenchen, Zwitserland.

## Kalender
| Datum                | Onderdeel |
| -------------------- | --- |
| Donderdag 15 oktober | Teamsprint mannen Ploegenachtervolging mannen Scratch mannen Teamsprint vrouwen Ploegenachtervolging vrouwen Puntenkoers vrouwen |
| Vrijdag 16 oktober   | Sprint mannen Puntenkoers mannen Scratch vrouwen Sprint vrouwen                                                                  |
| Zaterdag 17 oktober  | Tijdrit mannen Afvalkoers mannen Achtervolging mannen Omnium mannen Tijdrit vrouwen                                              |
| Zondag 18 oktober    | Keirin mannen Madison mannen Keirin vrouwen Achtervolging vrouwen Omnium vrouwen Afvalkoers vrouwen                              |

## Medaillewinnaars

### Mannen

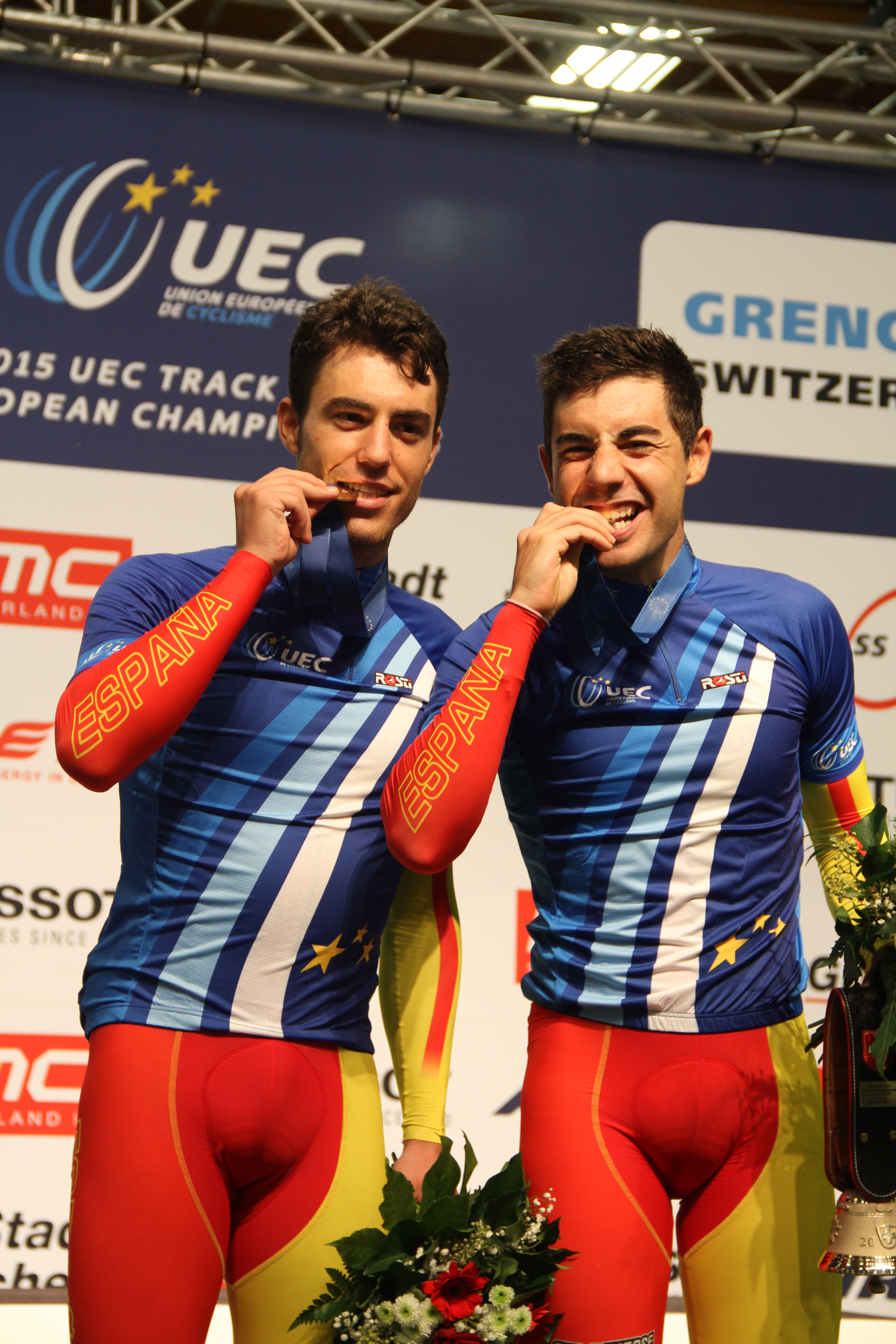
Albert Torres en Sebastián Mora wonnen de koppelkoers.

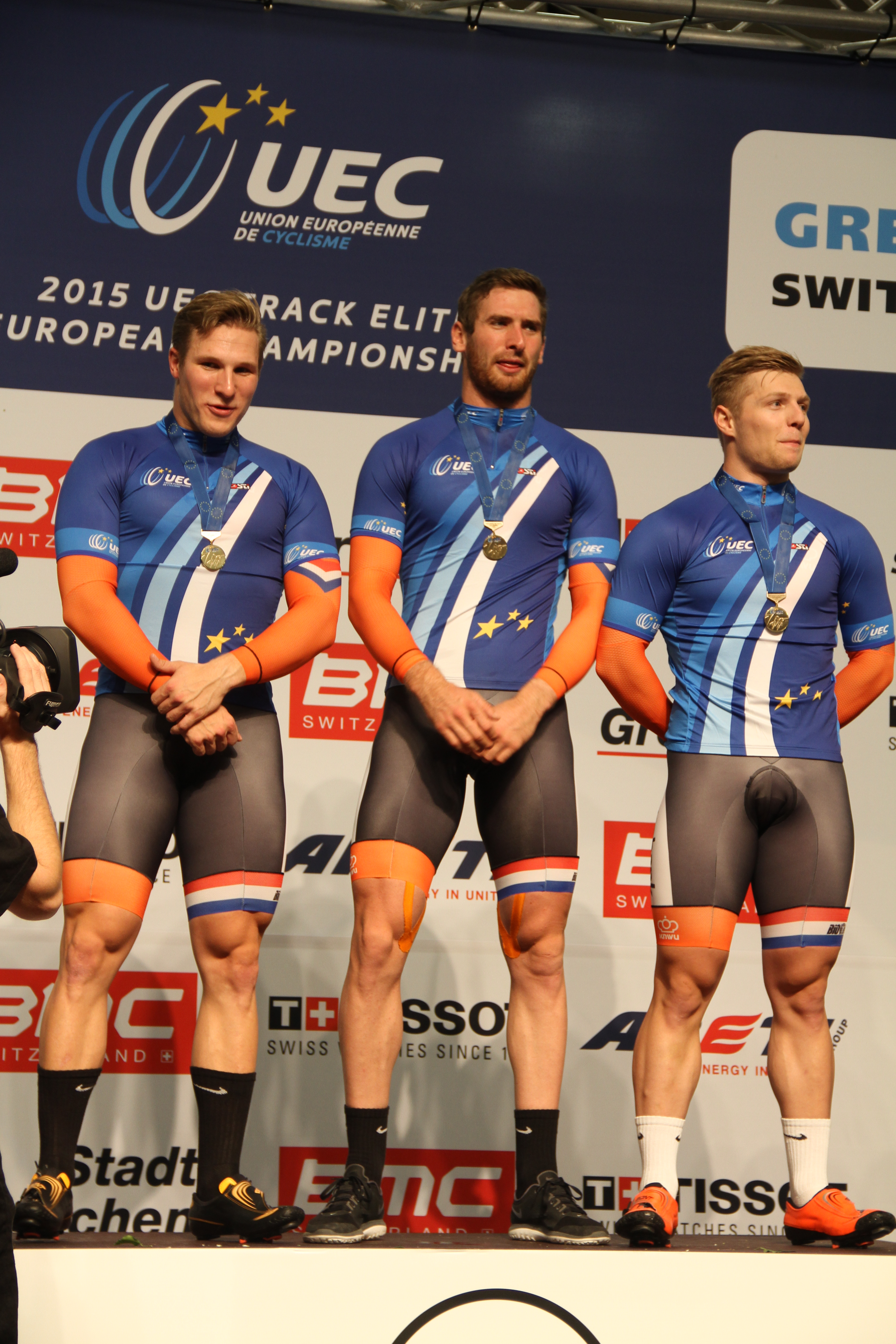
Nederland werd Europees kampioen teamsprint.

| Onderdeel             | Goud | Zilver                                                          | Brons |
| --------------------- | --- | --------------------------------------------------------------- | --- |
| Sprint                | Jeffrey Hoogland                                                                                         | Max Niederlag                                                   | Damian Zielinski                                                                                           |
| Teamsprint            | Nederland Nils van 't Hoenderdaal Jeffrey Hoogland Hugo Haak                                             | Polen Grzegorz Drejgier Rafał Sarnecki Krzysztof Maksel         | Duitsland Joachim Eilers Max Niederlag Robert Forstemann Maximilian Levy                                   |
| Keirin                | Pavel Kelemen                                                                                            | Francois Pervis                                                 | Denis Dmitrjev                                                                                             |
| Tijdrit (1 kilometer) | Jeffrey Hoogland                                                                                         | Joachim Eilers                                                  | Robin Wagner                                                                                               |
| Omnium                | Elia Viviani                                                                                             | Lasse Norman Hansen                                             | Jonathan Dibben                                                                                            |
| Ploegenachtervolging  | Verenigd Koninkrijk Jonathan Dibben Owain Doull Andy Tennant Bradley Wiggins Steven Burke Matthew Gibson | Zwitserland Silvan Dillier Stefan Kung Frank Pasche Théry Schir | Denemarken Lasse Norman Hansen Daniel Henning Hartvig Casper Pedersen Rasmus Quaade Mathias Moller Nielsen |
| Achtervolging         | Stefan Kung                                                                                              | Domenic Weinstein                                               | Dion Beukeboom                                                                                             |
| Puntenkoers           | Wojciech Pszczolarski                                                                                    | Benjamin Thomas                                                 | Claudio Imhof                                                                                              |
| Scratch               | Sebastián Mora                                                                                           | Tristan Marguet                                                 | Adrian Tekliński                                                                                           |
| Eleminator            | Bryan Coquard                                                                                            | Simone Consonni                                                 | Christopher Latham                                                                                         |
| Koppelkoers           | Spanje Albert Torres Sebastián Mora                                                                      | Mikhail Radionov Andrey Sazanov                                 | Bryan Coquard Morgan Kneisky                                                                               |

### Vrouwen

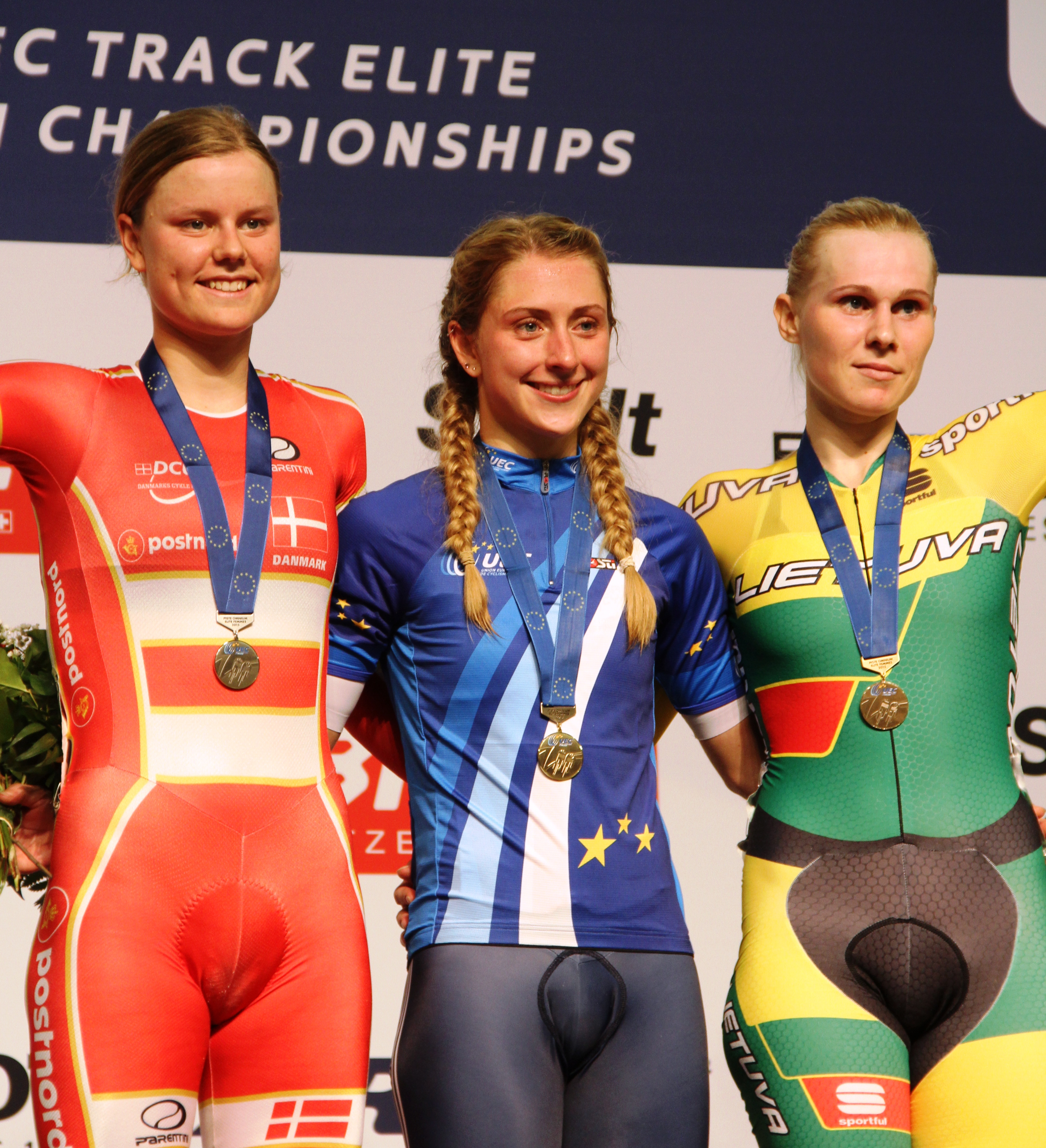
het podium van de omnium bij de vrouwen

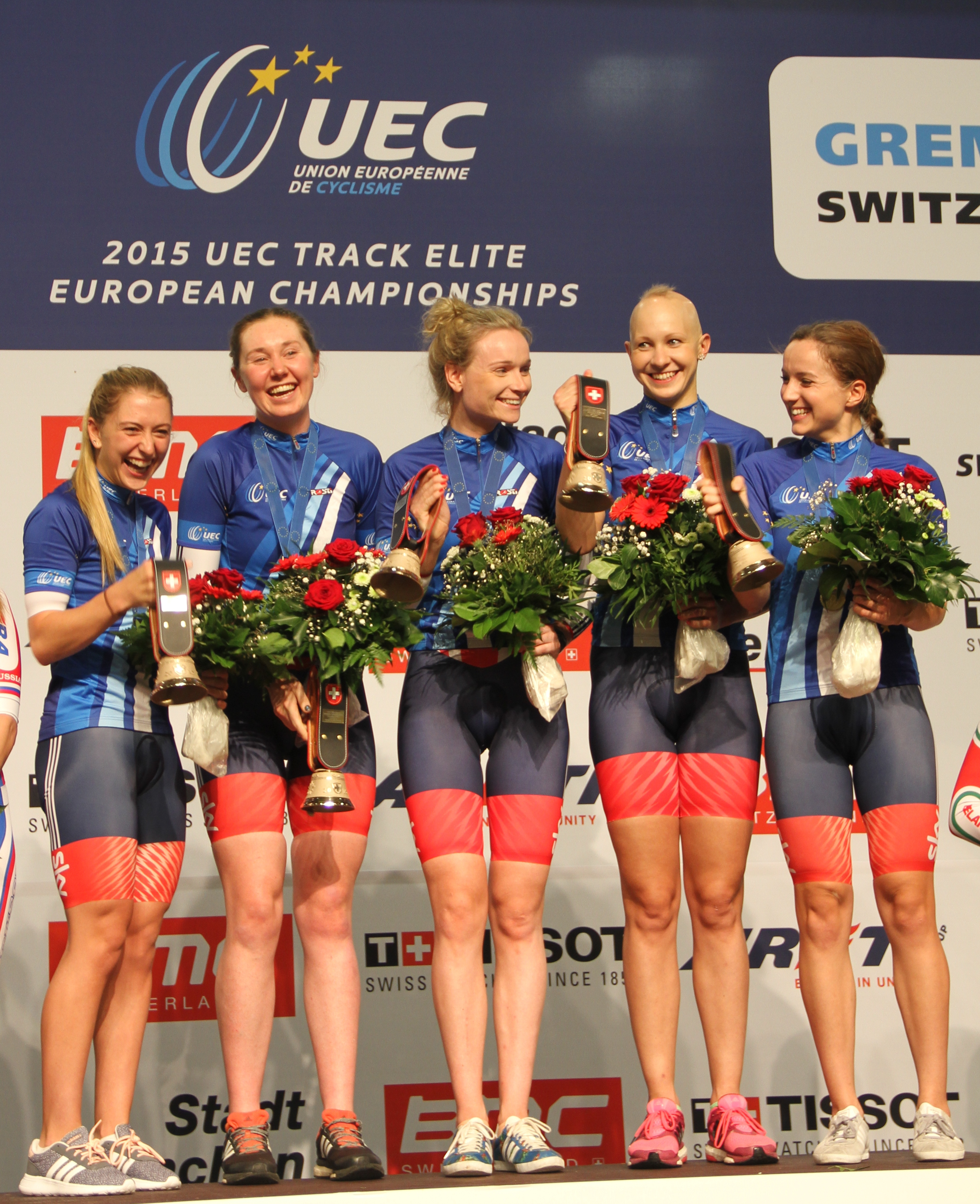
De Britse vrouwen pakten het goud op de ploegenachtervolging.

| Onderdeel               | Goud                                                                                     | Zilver | Brons                                                                                |
| ----------------------- | ---------------------------------------------------------------------------------------- | --- | ------------------------------------------------------------------------------------ |
| Sprint                  | Elis Ligtlee                                                                             | Anastasia Vojnova | Kristina Vogel                                                                       |
| Teamsprint              | Rusland Anastasia Vojnova Darja Sjmeleva                                                 | Duitsland Miriam Welte Kristina Vogel                                                                                  | Nederland Laurine van Riessen Elis Ligtlee                                           |
| Keirin                  | Elis Ligtlee                                                                             | Virginie Cueff | Jekaterina Gnidenko                                                                  |
| Tijdrit (0.5 kilometer) | Anastasia Vojnova                                                                        | Elis Ligtlee | Darja Sjmeleva                                                                       |
| Omnium                  | Laura Trott                                                                              | Amalie Dideriksen | Ausrine Trebaite                                                                     |
| Ploegenachtervolging    | Verenigd Koninkrijk Laura Trott Katie Archibald Elinor Barker Joanna Rowsell Ciara Horne | Rusland Goelnaz Badikova Tamara Balabolina Aleksandra Chekina Maria Savitskaya Evgenia Romanyuta Aleksandra Goncharova | Wit-Rusland Katsiaryna Piatrouskaya Polina Pivavarava Ina Savenka Marina Shmayankova |
| Achtervolging           | Katie Archibald                                                                          | Elise Delzenne | Ciara Horne                                                                          |
| Eleminator              | Katie Archibald                                                                          | Annalisa Cucinotta | Irene Usabiaga                                                                       |
| Puntenkoers             | Katarzyna Pawłowska                                                                      | Elise Delzenne | Stephanie Pohl                                                                       |
| Scratch                 | Laura Trott                                                                              | Kirsten Wild | Roxane Fournier                                                                      |

## Medaillespiegel
| Plaats | Land                | Goud | Zilver | Brons | Totaal |
| 1      | Verenigd Koninkrijk | 6    | 3      | 0     | 9      |
| 2      | Nederland           | 5    | 2      | 2     | 9      |
| 3      | Rusland             | 2    | 3      | 3     | 6      |
| 4      | Polen               | 2    | 1      | 2     | 5      |
| 5      | Spanje              | 2    | 0      | 1     | 3      |
| 6      | Frankrijk           | 1    | 5      | 2     | 8      |
| 7      | Zwitserland         | 1    | 2      | 1     | 4      |
| 8      | Italië              | 1    | 2      | 0     | 3      |
| 9      | Tsjechië            | 1    | 0      | 1     | 2      |
| 10     | Duitsland           | 0    | 4      | 3     | 7      |
| 11     | Denemarken          | 0    | 2      | 1     | 3      |
| 12     | Wit-Rusland         | 0    | 0      | 1     | 1      |
| 12     | Litouwen            | 0    | 0      | 1     | 1      |
| Totaal | Totaal              | 21   | 21     | 21    | 63     |